# Аветисян, Андрей Левонович
Андре́й Лево́нович Аветися́н (род. 19 мая 1960) — российский дипломат. Чрезвычайный и полномочный посол (2018).

## Биография
Окончил МГИМО МИД СССР (1984). На дипломатической работе с 1984 года. Владеет дари, пушту, английским и французским языками
- В 1984—1988, 1990—1992 годах — сотрудник посольства СССР (с 1991 — России) в Афганистане.
- В 1994—1998 годах — сотрудник постпредства России при ЕС в Брюсселе.
- В 2000—2002 годах — начальник отдела Департамента общеевропейского сотрудничества МИД РФ.
- В 2002—2006 годах — заместитель постоянного представителя России при ЕС.
- В 2006—2009 годах — заместитель директора Департамента общеевропейского сотрудничества МИД РФ.
- С 21 сентября 2009 по 1 сентября 2014 года — чрезвычайный и полномочный посол Российской Федерации в Афганистане[1][2]. Верительные грамоты вручил 28 октября 2009 года.
- В 2020 году работал в должности посла Министерства иностранных дел по особым поручениям.
- С 5 апреля 2022 года — чрезвычайный и полномочный посол Российской Федерации в Танзании[3]. Верительные грамоты вручил 7 июня 2022 года.

## Дипломатический ранг
- Чрезвычайный и полномочный посланник 2 класса (25 мая 2004)[4].
- Чрезвычайный и полномочный посланник 1 класса (13 сентября 2010)[5].
- Чрезвычайный и полномочный посол (28 декабря 2018)[6].

## Награды
- Орден Почёта (19 мая 2020) — за большой вклад в реализацию внешнеполитического курса Российской Федерации и многолетнюю добросовестную дипломатическую службу[7].
- Почётная грамота Правительства Российской Федерации (22 сентября 2005) — за большой личный вклад в развитие отношений с Европейским союзом, разработку и согласование четырёх «дорожных карт» Россия — Европейский союз[8].